# 멀어도 feat.WISE
〈멀어도 feat.WISE〉(일본어: 遠くても feat.WISE 토오쿠테모 휘차링구 와이즈[*])는 일본의 여성 가수 니시노 카나의 5번째 싱글로, 2009년 3월 18일에 SME 레코드에서 발매되었다. 전작 〈MAKE UP〉에서 약 2개월 만의 싱글이며, 표제곡 〈멀어도〉에는 힙합 음악가 WISE가 피처링으로 참가했다.
수록곡 〈GIRLS JUST WANT TO HAVE FUN〉은 신디 로퍼가 1983년 9월 6일에 출시한 곡의 커버이다.

## 수록곡
| #            | 제목                               | 재생 시간 |
| ------------ | ---------------------------------- | --------- |
| 1.           | 〈遠くても feat.WISE→멀어도〉      | 5:43      |
| 2.           | 〈GIRLS JUST WANT TO HAVE FUN〉    | 4:51      |
| 3.           | 〈Saturday☆Night feat.GIORGIO 13〉 | 4:44      |
| 총 재생 시간 | 총 재생 시간                       | 15:18     |